# クラレンス海峡 (アメリカ)
クラレンス海峡（クラレンスかいきょう、英: Clarence Strait）は、アメリカ合衆国アラスカ州南東部、アレキサンダー諸島にある海峡。西側のプリンスオブウェールズ島と東側のレビジャヒヘド島、アネット島を隔てる。ディクソン海峡からサムナー海峡まで延び、長さは203kmである。
1793年にジョージ・バンクーバーによってクラレンス公プリンス・ウィリアムをたたえて命名された。